# Beep Beep (groupe)
Pour les articles homonymes, voir Beep Beep.
Beep Beep est un groupe de dance-punk produit par Saddle Creek Records.

## Discographie
- Business Casual (en) (2004)
- Enchanted Islands (2009)